# Tucker (Mississipi)
Tucker és una concentració de població designada pel cens dels Estats Units a l'estat de Mississipi. Segons el cens del 2000 tenia 534 habitants.

## Demografia
Segons el cens del 2000, Tucker tenia 534 habitants, 154 habitatges, i 125 famílies. La densitat de població era de 56,5 habitants per km².
Dels 154 habitatges en un 53,2% hi vivien nens de menys de 18 anys, en un 33,8% hi vivien parelles casades, en un 34,4% dones solteres, i en un 18,2% no eren unitats familiars. En el 14,9% dels habitatges hi vivien persones soles el 5,8% de les quals corresponia a persones de 65 anys o més que vivien soles. El nombre mitjà de persones vivint en cada habitatge era de 3,47 i el nombre mitjà de persones que vivien en cada família era de 3,76.
Per edats la població es repartia de la següent manera: un 42,5% tenia menys de 18 anys, un 11,6% entre 18 i 24, un 30,1% entre 25 i 44, un 11,2% de 45 a 60 i un 4,5% 65 anys o més.
L'edat mediana era de 22 anys. Per cada 100 dones de 18 o més anys hi havia 79,5 homes.
La renda mediana per habitatge era de 21.607 $ i la renda mediana per família de 19.943 $. Els homes tenien una renda mediana de 16.458 $ mentre que les dones 16.750 $. La renda per capita de la població era de 5.939 $. Entorn del 33% de les famílies i el 31% de la població estaven per davall del llindar de pobresa.

## Poblacions més properes
El següent diagrama mostra les poblacions més properes.